# 克维托克
克维托克（羅馬化：Kvitok）是俄罗斯伊尔库茨克州的工人村（市级镇），属泰舍特区，在区行政中心泰舍特东北、州府伊尔库茨克西北方。
该地2021年人口有2,573人；2010年人口2,877；2002年人口3,239；1989年人口4,545。